# برادر (فیلم ۲۰۰۰)
برادر (انگلیسی: Brother) فیلمی در ژانر جنایی به کارگردانی تاکشی کیتانو است که در سال ۲۰۰۱ منتشر شد.

## بازیگران
- عمر اپس
- کلود مکی
- تاکشی کیتانو
- ریو ایشیباشی
- تاتیانا علی
- آمائوری نولاسکو
- لومباردو بویار
- تیوزدی نایت